# Radverkehr in Münster

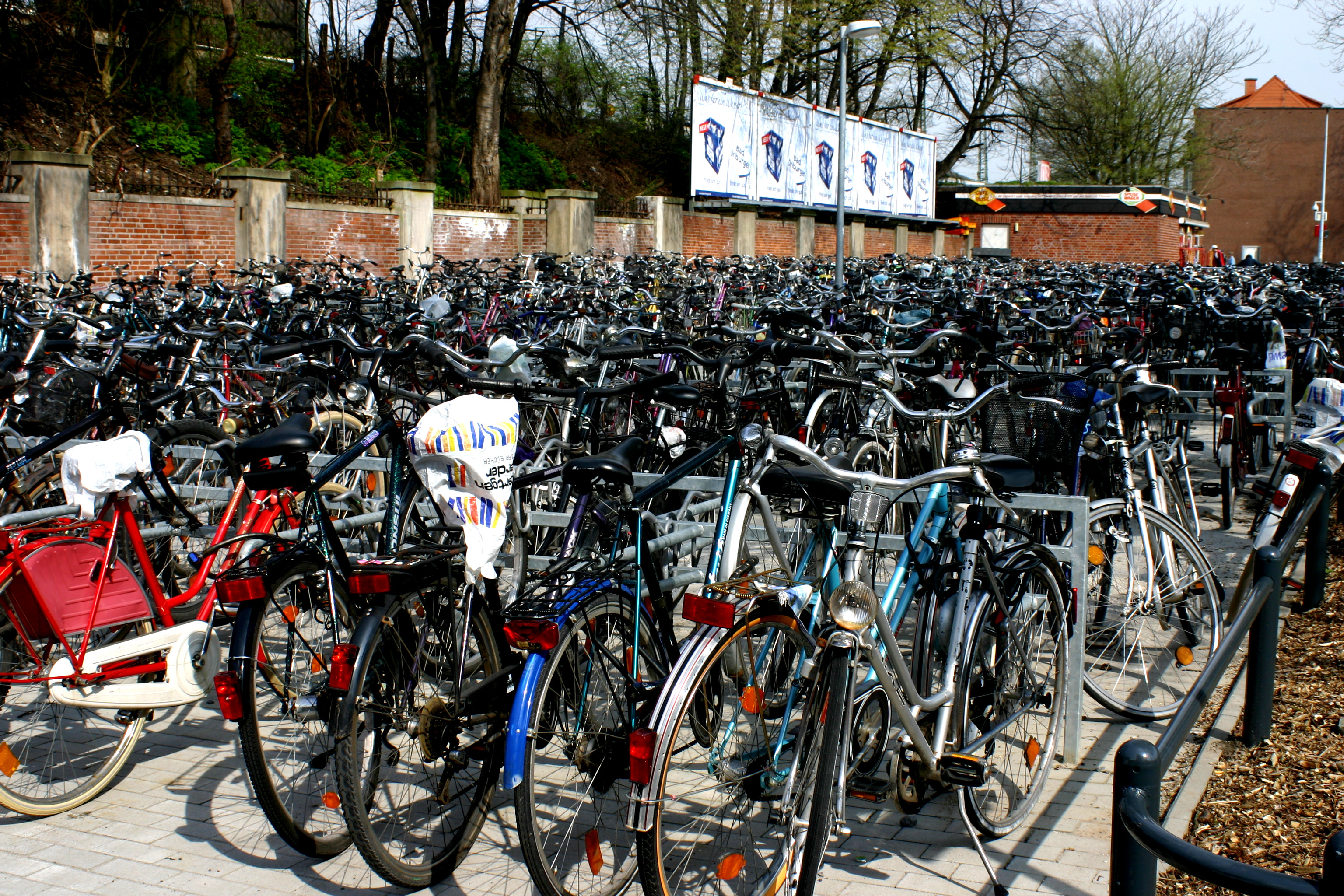
Am Hauptbahnhof abgestellte Fahrräder (2006)

Radverkehr in Münster nimmt einen wichtigen Stellenwert ein. Fahrradstadt ist eine dem Namen der Stadt Münster in Westfalen zugefügte Eigenschaft, die sich in dem hier besonders ausgeprägten Radverkehr begründet. Für dessen Förderung wurde Münster schon mehrmals ausgezeichnet, und sie galt als Vorbild einer Verkehrswende für andere Städte im In- und Ausland.

## Allgemeines

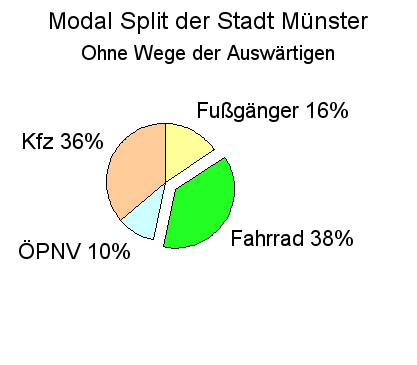
Modal Split in der Stadt Münster

Das Fahrrad wird aus dem Münsteraner Soziolekt Masematte stammend im Münsteraner Volksmund häufig als Leeze oder auch niederdeutsch Fietse bezeichnet.
Von den rund täglich 1,4 Millionen Fahrten in Münster entfallen circa 1,05 Millionen auf die Einwohner der Stadt. Von diesen rund 1,05 Millionen Fahrten werden je nach Quelle etwa 35 % bis 40 % mit dem Fahrrad zurückgelegt. Somit hat die Stadt den höchsten Radverkehrsanteil in Deutschland nach dem deutlich kleineren Greifswald mit 44 % und Oldenburg mit 42,7 %.
Für 2022 wird der Modal-Split mit 47 Radverkehr an allen Wegen der Einwohner angegeben (Fußverkehr: 19 %, öffentlicher Verkehr: 8 %, Motorisierter Individualverkehr: 26 %). Diese Aussage betrifft nicht nur den Binnenverkehr, also nicht nur Wege der Einwohner innerhalb des Stadtgebiets.
Das Radwegenetz innerhalb der Stadt erstreckt sich dabei auf einer gesamten Länge von über 300 km, davon 293 km auf Bordsteinradwegen, 10 km sind Fahrradstraßen und auf einer Länge von insgesamt 3 km dürfen Radfahrer die Bussonderstreifen mitnutzen. Zur Orientierung wurden an 172 km Radwegweiser aufgestellt. Auf 142 km verlaufen gekennzeichnete Themenrouten.
Zugleich ist Münster die Stadt mit den meisten Fahrraddiebstählen im deutschsprachigen Raum.

## Grundlagen

### Frühere Planungen
Die politischen Gremien haben 2004 ein „Radverkehrskonzept 2010“ beschlossen. Demnach sollten unter anderem die Unfallschwerpunkte systematisch untersucht und nach Möglichkeit entschärft werden. Lücken im bestehenden Radverkehrsnetz sollten geschlossen, Bordsteinradwege saniert und sogenannte Drängelgitter entfernt werden.
Zur Verbesserung der Zufriedenheit der Radfahrer wurde vom ADFC Anfang 2012 der Bau von Radschnellwegen ins Umland sowie eine autofreie Altstadt vorgeschlagen. Auf dieser Grundlage ist inzwischen ein Netz von „stadtregionalen“  Velorouten in Planung und abschnittsweise in Bau oder bereits umgesetzt, so zwischen Heimannsweg und Ostseite des Hauptbahnhofs und in Teilabschnitte der Route von Telgte über Handorf bis zur Promenade.

### Gründe für den hohen Radverkehrsanteil
Das Radfahren in Münster ist unter anderem deshalb so beliebt, weil es in Münster kaum Steigungen gibt. Die Entfernungen sind in der Stadt selten über 5 km, zahlreiche Ziele finden sich in kürzeren Entfernungen. Nicht zuletzt ist die Sozialstruktur mit einem hohen Anteil an Schülern und Studenten günstig für das Radfahren. Diese Gründe treffen aber auch für zahlreiche andere Städte zu, in denen in weit geringerem Ausmaß Rad gefahren wird. Von besonderer Bedeutung scheinen daher weitere Gründe zu sein.

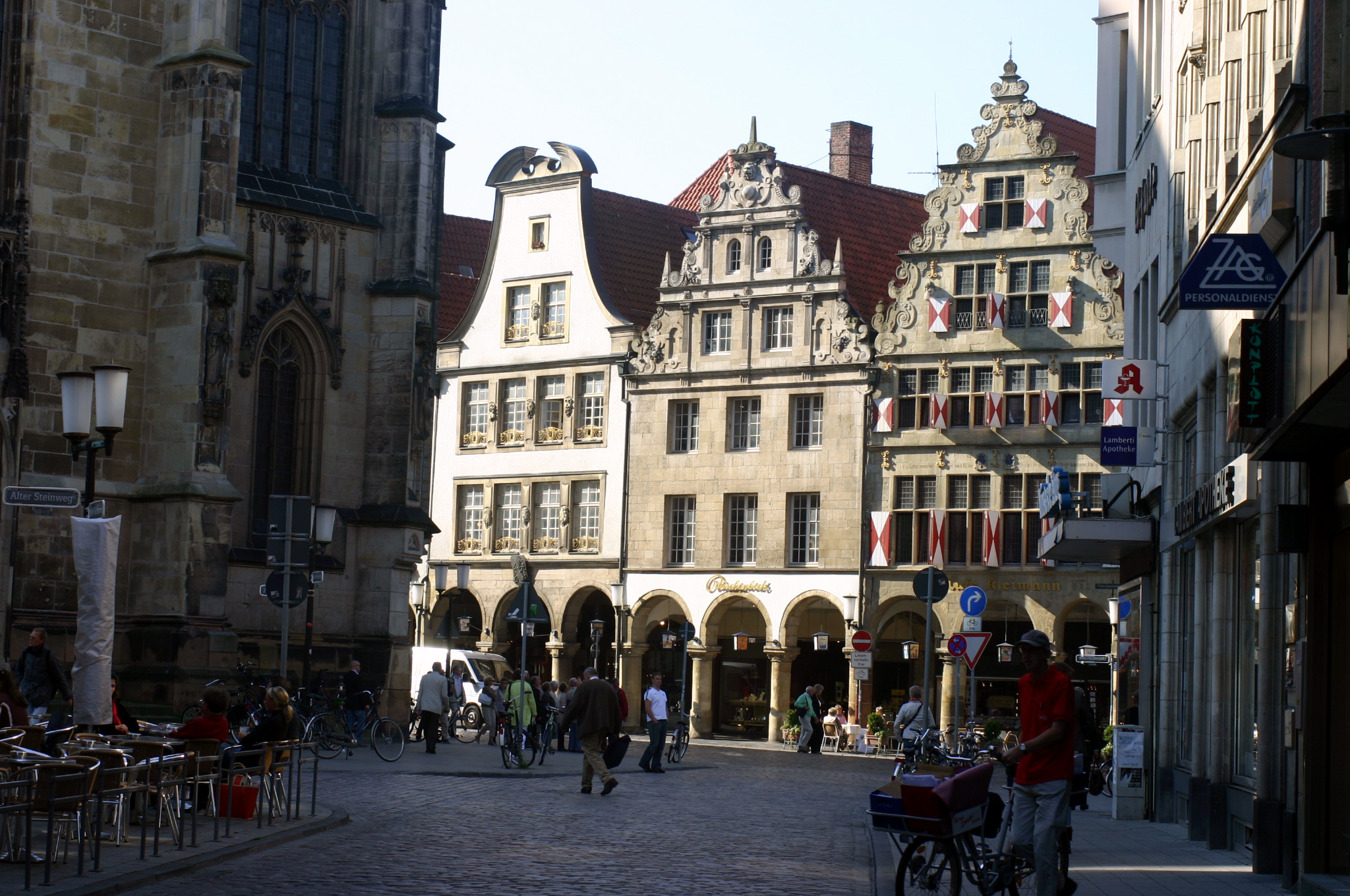
Auf dem Prinzipalmarkt fahren neben Radfahrern auch Linienbusse, Taxis, Lieferfahrzeuge und vereinzelt private PKW.

Zu diesen Gründen zählt, dass Teile der Innenstadt zwischen Servatiiplatz über den Prinzipalmarkt bis zum Domplatz für private Pkw gesperrt sind oder aus Einbahnstraßen bestehen. Dies macht für Autofahrer ein Umfahren des Innenstadtbereichs notwendig, während Radfahrer fast überall fahren dürfen und sie auch die Innenstadt, außer in den Fußgängerzonen, direkt durchqueren können.
Wer per Rad die Innenstadt umfahren will, kann dies auch auf der 4,5 Kilometer langen Promenade tun. Hierbei handelt sich um eine Ringstraße, die in den zur Parkanlage umgewandelten ehemaligen spätmittelalterlichen Befestigungsanlagen angelegt wurde und ausschließlich dem Fuß- und Radverkehr dient.
Die mittlere Bahn ist asphaltiert und ausschließlich für Radfahrer vorgesehen, allerdings wird sie ebenfalls von Skatern, manchen Joggern, Rollstuhlfahrern und gelegentlich auch von Segways benutzt.
Für Fußgänger ist parallel zur mittleren Bahn auf jeder Seite ein Gehweg angelegt, welche mit Ausnahme zweier kleiner Stücke auf dem inneren Gehweg gepflastert sind.
Zwischen Radfahrstreifen und Fußgängerwegen zieht sich je eine Baumreihe von Linden, was die Promenade zur Allee macht.
Es gibt zehn aus der Innenstadt führende Straßen, welche die Promenade kreuzen und zwar an den Stellen, wo sich früher die Stadttore befanden. Fünf dieser Kreuzungen sind mit Zebrastreifen versehen.
Von den anderen Kreuzungen sind drei mit Ampeln versehen, eine weitere ist ohne Zebrastreifen oder Ampel und die letzt zu nennende ist eine Unterführung.
Ein weiterer Grund für den hohen Anteil an Radfahrern: Münster ist eine Pendlerstadt mit insgesamt rund 80.000 täglichen Einpendlern. Durch die Radialstruktur der Stadt mit nur sechs großen Ausfallstraßen ergeben sich im Berufsverkehr häufig Staus. Da die Ausfallstraßen durch Wohngebiete führen, greifen die dort wohnenden Arbeitnehmer häufig zum Fahrrad, um zu ihrer Arbeitsstelle zu kommen. Im Gegensatz zu anderen Städten vergleichbarer Größe wird in Münster der ÖPNV primär mit Bussen durchgeführt, die tendenziell unattraktiver als schienengebundene Verkehrsmittel sind (was den geringen Modal-Split-Anteil von 8 % (2022) erklärt). Der SPNV hingegen hat in Münster innerstädtisch eine geringe Bedeutung.

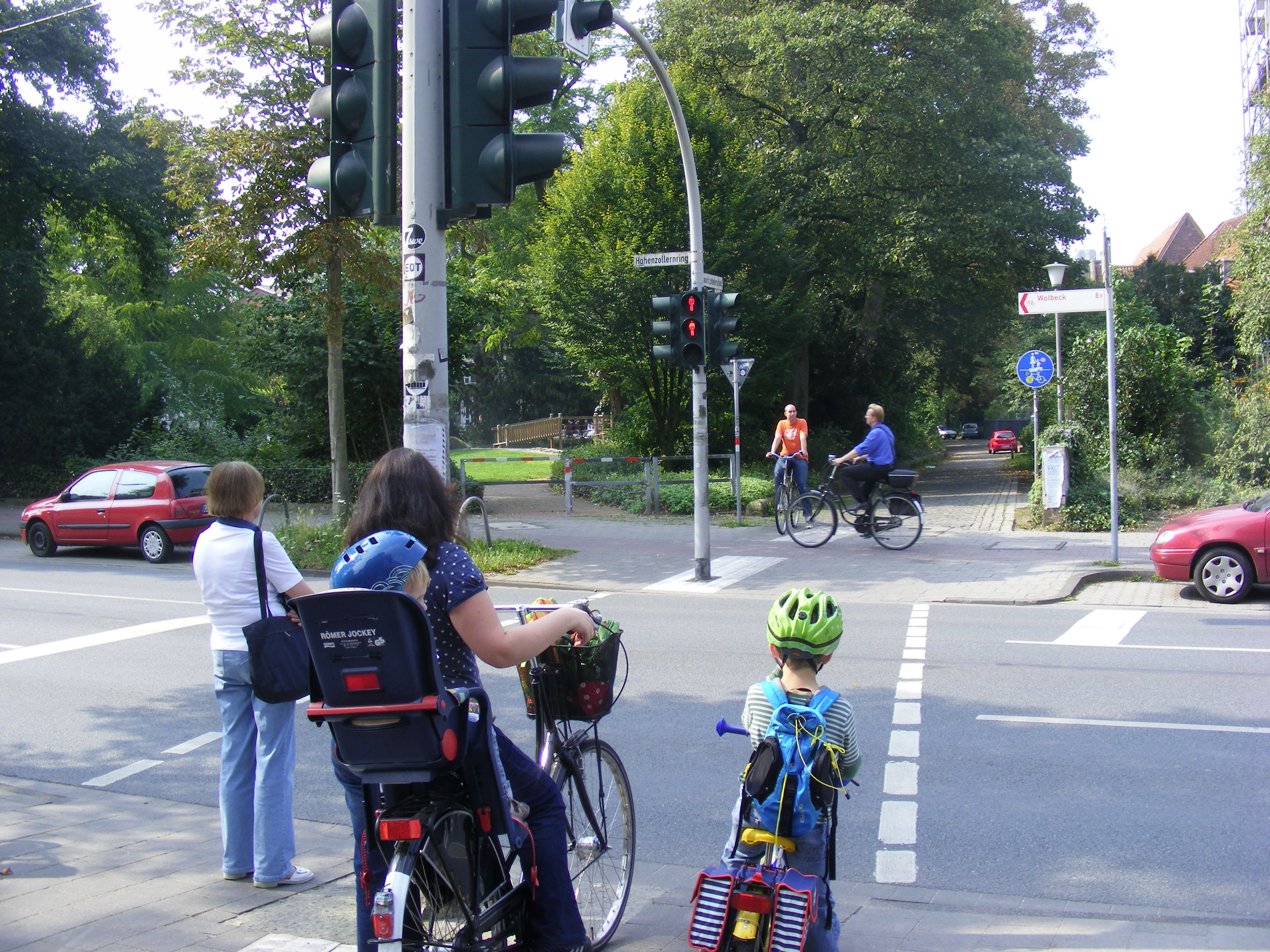
Autofreie Routen haben an Verkehrsampeln teilweise lange Wartezeiten.

Die Gründe für die Vorliebe der Münsteraner für die Nutzung des Fahrrades liegen unter anderem in den zahlreichen Sonderregeln, die das Radfahren in Münster erleichtern. So waren bereits vor der StVO-Novelle 1997, in der die Freigabe von Einbahnstraßen in Gegenrichtung (zunächst nur versuchsweise) in die StVO aufgenommen wurde, fast alle Einbahnstraßen innerhalb von Tempo-30-Zonen für Radverkehr in der Gegenrichtung frei gegeben (damals als unechte Einbahnstraße). Es gibt an großen Kreuzungen eigene Fahrstreifen für Radfahrer, oder sie dürfen zwischen den Autos bis direkt vor die Ampel fahren (die sogenannte Fahrradschleuse), damit sie bei Grün immer im Blickfeld der anfahrenden Autos sind. Dies erhöht die Sicherheit der Radfahrer im Straßenverkehr. Außerdem wird so das Warten im unmittelbaren Abgasausstoß der Autos vermieden. Einige Ampeln gelten durch Sonderzeichen nicht für Radfahrer, zum Beispiel an vielen Fußgängerampeln. Ferner gilt in Münster häufig eine für Autofahrer vorgeschriebene Fahrtrichtung an Kreuzungen und Einmündungen nicht für Radfahrer. Da in Münster die Straßen der Innenstadt beim Wiederaufbau nach dem Zweiten Weltkrieg nicht verbreitert wurden, sind inzwischen viele davon nur als Einbahnstraßen freigegeben, jedoch betrifft auch dies nur selten Radfahrer, die die Straßen in beide Richtungen befahren dürfen. Inzwischen sind dreizehn Straßen im Stadtgebiet mit einer Gesamtlänge von 8,2 km als Fahrradstraße ausgewiesen.
Nicht zuletzt kommt hinzu, dass an nahezu allen Hauptverkehrsstraßen Radverkehrsanlagen bestehen, zumeist in Form von Bordsteinradwegen. Das Radverkehrsnetz entstand im Rahmen des Wiederaufbaus der Innenstadt nach dem Zweiten Weltkrieg, um Platz für den zunehmenden Kraftfahrzeugverkehr zu schaffen. Insofern war das Am-Stau-Vorbeifahren mit dem Rad auch zu Zeiten möglich, als die Nebenstraßen durch Schleichverkehre oder Einbahnstraßensysteme für Radfahrer noch nicht so attraktiv waren, wie sie es in der heutigen Zeit mit Verkehrsberuhigung, Tempo-30-Zonen und Freigabe von Einbahnstraßen in Gegenrichtung sind.
Eine Ende 2011 erstellte Auswertung der Zahlen des Kraftfahrt-Bundesamtes durch das CAR-Center an der Universität Duisburg-Essen ergab, dass mit zunehmender Größe einer Stadt die Beliebtheit von Autos abnimmt. Der Bundesdurchschnitt liege bei 472 privaten Pkw-Zulassungen pro 1000 Einwohner. In Berlin werden mit 289 Pkw auf 1000 Einwohner bundesweit die wenigsten Fahrzeuge angemeldet. Münster liege mit 374 Zulassungen auf 1000 Einwohner in der Region am unteren Ende der Skala.
| Stadt/Kreis     | Einwohner | Private Pkw- Zulassungen | Private Pkw pro 1000 Einwohner |
| --------------- | --------- | ------------------------ | ------------------------------ |
| Münster         | 296.440   | 110.751                  | 374                            |
| Bielefeld       | 323.270   | 136.275                  | 422                            |
| Osnabrück       | 165.021   | 74.652                   | 452                            |
| Kreis Steinfurt | 442.298   | 219.339                  | 496                            |
| Kreis Warendorf | 277.049   | 139.044                  | 502                            |

### Münster-Barometer

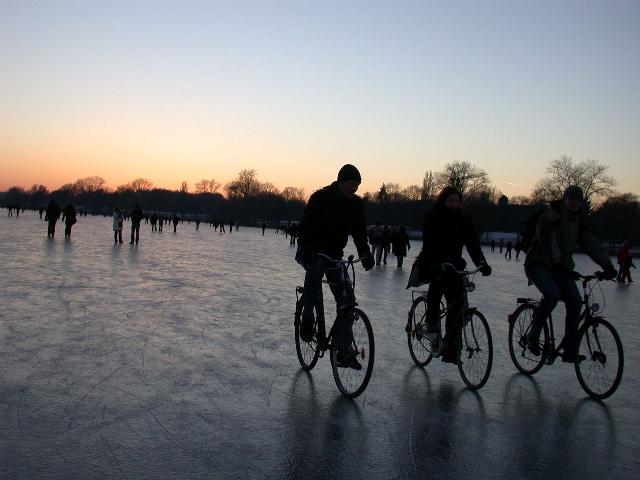
Radfahrer auf dem zugefrorenen Aasee (2006)

Im sogenannten Münster-Barometer, einer regelmäßig von der Westfälischen Wilhelms-Universität durchgeführten Umfrage, gaben in der Umfrage 2/2005 nur 7 % der 280.000 Münsteraner an, kein Fahrrad zu besitzen, immerhin knapp 45 % besaßen zu diesem Zeitpunkt zwei oder mehr Fahrräder. In offiziellen Schriften gibt die Stadt die Zahl der Fahrräder mit gut 500.000 an.
In einer Stadt mit doppelt so vielen Fahrrädern wie Bewohnern tritt auch das Problem des Fahrraddiebstahls in den Vordergrund: So gaben weniger als die Hälfte der Befragten an, ihnen sei noch nie ein Fahrrad gestohlen worden, 15 % beklagten gar drei oder mehr verschwundene Räder. 2008 wurden in Münster bezogen auf 100.000 Einwohner im statistischen Mittel über 2.000 Fahrräder gestohlen. 2009 kamen 1971 Fahrräder abhanden, 2010 waren es 1828, 2011 ging die Quote weiter auf 1756 zurück. Damit wurden statistisch täglich etwa 13 Münsteraner Opfer eines Fahrraddiebstahls, womit Münster mit 179 % über dem Bundesdurchschnitt und wie bereits 2009 und 2010 auch 2011 an der Spitze des bundesweiten Vergleichs lag. Im Jahr 2011 wurden in Münster 4914 Fahrräder gestohlen. Fast jede sechste in Münster begangene Straftat ist ein Fahrraddiebstahl. Abgegebene sowie abgeschleppte Fahrräder können in der Fundfahrradstation der Stadt Münster abgeholt werden.
Auswärtige wundern sich über die häufigen Verkehrskontrollen auch für Radfahrer. Die Münsteraner selber aber sagten zu jeweils knapp 40 %, die Kontrollen seien ausreichend beziehungsweise noch zu wenig, nur 11,5 % hielten die Anzahl der Kontrollen für übertrieben. Nach Aussage des Polizeidirektors Udo Weiss ließ sich durch die regelmäßigen Kontrollen die Quote der Radfahrer, die in der Dämmerung und Dunkelheit das Licht am Rad einschalten, zwischen 2006 und 2011 von 50 % auf weit über 90 % steigern. Bei einer nächtlichen Kontrolle wurde am 7. Dezember 2012 eine Quote von 98 % ermittelt. Während einer 14-tägigen Schwerpunktaktion der Polizei im Dezember 2012 wurden 96 % der Radfahrer mit eingeschaltetem Licht registriert. 88,8 % der 2012 befragten Münsteraner erachten die verstärkten Alkoholkontrollen bei Radfahrern für sinnvoll. Die Hälfte aller in Münster durchgeführten Alkoholproben werden bei Radfahrern vorgenommen. Die gemessenen Werte liegen zwischen 1,6 und 3,3 Promille.
In der Umfrage 1/2007 gaben 47 % der Befragten an, überwiegend das Fahrrad zu benutzen, Auto und Bus folgten mit 34 beziehungsweise 13,9 %. Zudem nutzen 77 % das Fahrrad täglich oder mehrmals pro Woche.
Das Verhalten der Radfahrer im Straßenverkehr wurde von Münsteranern 2005 als „rüpelhafter“ eingeschätzt als das der Autofahrer. Bei den Radfahrern ergab sich ein Mittelwert von 3,85, bei den Autofahrern von 3,14 („1“ = Verhalten sehr rücksichtsvoll).

### Auszeichnungen
Regelmäßig wird vom Allgemeinen Deutschen Fahrrad-Club (ADFC), teilweise unterstützt vom Bund für Umwelt und Naturschutz, der so genannte Fahrradklimatest durchgeführt, eine Umfrage, bei der die fahrradfreundlichste Stadt Deutschlands gekürt wird. Nach 1988 und 1991 gewann Münster auch in den Jahren 2003, 2005, 2012, 2014 und 2016 den Titel in der Kategorie der Städte über 200.000 Einwohnern, wobei zwischen 1991 und 2003 keine Erhebungen stattfanden. Dabei wurde im Jahr 2005 eine Note von 2,05 erzielt. Für das Jahr 2012 wurde eine durchschnittliche Zufriedenheit unter 640 Münsteraner Radfahrer von 2,61 auf der Schulnotenskala erhoben. Positiv wurde die Erreichbarkeit des Stadtzentrums sowie die Fahrgeschwindigkeit auf den Radwegen bewertet, wohingegen Polizeikontrollen, das Verhalten von Kraftfahrern sowie der anhaltende Fahrraddiebstahl negativ in die Bewertung einfloss. In dem Ranking derselben Umfrage aus dem Jahr 2012, das die Entwicklung in Relation zum Jahr 2005 setzt, belegt Münster hingegen mit Rang 27 den letzten Platz. 2016 sank die Zufriedenheit der Radfahrer im ADFC-Fahrradklimatest weiter auf einen Wert von 3,07. Damit konnte Münster den ersten Platz nur knapp vor Karlsruhe (3,09) verteidigen. Positiv wurde dabei die Reinigung und der Winterdienst auf den Radwegen bewertet. Negativ wahrgenommen wird – neben der hohen Diebstahlquote und den Konflikten mit KFZ – insbesondere der Zustand der Radverkehrsinfrastruktur, also die geringe Breite der Radwege, die Oberflächen der Wege, Hindernisse und zu wenige Abstellmöglichkeiten.
2018 und 2020 wurde Münster mit weiter verschlechterten Noten von Karlsruhe überholt, 2022 ist Münster wiederum, allerdings nur mit einer 3,00 also nach Schulnoten einer 3 +, auf dem Spitzenplatz bei den mittleren Großstädten. Kleinere Städte wie Nordhorn oder Bocholt werden notenmäßig weit besser beurteilt.
Auch der ADAC hat 2004 Münster – als einzige Stadt im Testfeld – mit der Note sehr gut ausgezeichnet. Während bei den ADFC-Tests dem Ergebnis Umfragen unter den Radfahrern selber zugrunde liegen, hat der ADAC seinen Test in 22 Städten mit Hilfe von Verkehrsexperten durchgeführt, die die Städte anhand objektiver Daten und Befahrungen bewertet haben.
Aufgrund der Auszeichnungen empfängt Münsters Stadtplanungsamt regelmäßig Verkehrsplaner aus allen Städten der Welt, um in der Praxis zu demonstrieren, wie Radverkehr als funktionierende Alternative zum Auto in einer kleineren Großstadt etabliert werden kann und was dafür getan werden muss. So waren Abordnungen aus dem italienischen Florenz, dem norwegischen Kristiansand und dem US-amerikanischen Richfield in der westfälischen Stadt.

### Bürgerschaftliches Engagement in der Verkehrspolitik
Neben den Bestrebungen der Stadt, eine nachhaltige Mobilität in der Stadt zu gestalten, nimmt seit einiger Zeit auch das bürgerschaftliche Engagement in Münster in Sachen Radfahren und Verkehrspolitik zu. Initiativen und Vereine engagieren sich auf verschiedenen Ebenen, um in der Öffentlichkeit für die Verkehrswende zu werben. Hierzu zählen unter anderem die Interessengemeinschaft Fahrradstadt Münster, der ADFC Münster, die Initiative der freien Lastenräder Lasse – dein Lastenrad für Münster und die Critical Mass Münster.

## Sicherheit

### Unfälle und Unfallbrennpunkte

#### Unfallzahlen
Im Jahr 2007 gab es in Münster 736 Unfälle, an denen insgesamt 843 Radfahrer beteiligt waren. Ein Radfahrer starb, 638 wurden verletzt. In 46 % der Fälle verursachte der Radfahrer den Unfall, bei weiteren 11 % war er an der Ursache beteiligt (dies beinhaltet auch Alleinunfälle von Radfahrern oder untereinander). Im Vergleich zum Jahr davor blieben die Zahlen relativ konstant, so gab es zwar 2006 mit 9.179 insgesamt weniger Verkehrsunfälle, an der Statistik für Radfahrer änderte sich jedoch nicht sehr viel. So ereigneten sich 720 Unfälle mit Beteiligung von 846 Radfahrern im Jahre 2006, wobei 653 von ihnen verletzt und keiner getötet wurde. Insgesamt blieb die Entwicklung seit Anfang des 21. Jahrhunderts relativ konstant, so lag die Unfallzahl mit Radfahrerbeteiligung zwischen 650 und 750 Unfälle und die Anzahl verletzter Radfahrer zwischen 580 und 660. 2011 wurden 758 Radfahrunfälle polizeilich registriert, die Dunkelziffer wird auf über 2000 geschätzt.
Bei 710 Unfällen mit Beteiligung von Radfahrern (von 3.230 Unfällen insgesamt) kamen 633 Personen zu Schaden. Dabei wurden zwei Personen getötet,
117 schwer und 514 leicht verletzt. Radfahrer wurden 2015 nur bei 41 % ihrer Unfälle polizeilich als Hauptverursacher eingestuft. Dies beinhaltet auch Unfälle von Radfahrern allein oder untereinander, so dass weit überwiegend die Unfallgegner die Hauptunfallverursacher waren. Die Hauptunfallursachen der Unfallgeger werden von der Polizei nicht aufgezählt.
Als häufigste Gründe für einen durch Radfahrer verursachten Unfall werden die Benutzung der falschen Fahrbahn, die Nichtbeachtung der Vorfahrt und die von Ampeln sowie Alkoholkonsum angegeben. Bei fünf der acht Radfahrer, die zwischen 2008 und 2012 auf den Straßen Münsters ums Leben kamen, wurde Alkohol im Blut nachgewiesen. Im Jahr 2010 wurden 53 Radfahrer mit mehr als 1,6 Promille Blutalkohol registriert. Im Folgejahr waren es 134 Radfahrer, die diesen Promillewert aufwiesen.
Hauptursache bei Unfällen mit verletzten Radfahrern sind Fehler von Kfz-Fahrern beim Rechtsabbiegen, in der Regel die Missachtung der Vorfahrt.
In der Verunglücktenhäufigkeitszahl, das heißt die Anzahl an verletzten Personen pro 100.000 Einwohner, belegte Münster in Nordrhein-Westfalen bis 2012 den letzten Platz, allerdings sind nur in rund neun bis zwölf Prozent aller Unfälle Radfahrer beteiligt. Problematisch hingegen ist, dass Radfahrer und Fußgänger einen hohen Anteil von rund 50 % aller Verletzten stellen. Von diesen sind über 80 % leichtverletzt, was für das schlechte Abschneiden Münsters in den Unfallstatistiken verantwortlich ist. So werden nach Angaben der Polizei monatlich 180 Radfahrer nach Verkehrsunfällen in Münster ins Krankenhaus eingeliefert. Die größte Risikogruppe bilden Verkehrsteilnehmer im Alter zwischen 18 und 30 Jahren. Im Jahr 2012 gelang es, den letzten Platz in der Statistik der Verunglücktenhäufigkeitszahl an Düsseldorf abzugeben und auf Platz 44 von 47 vorzurücken.
Einer bundesweiten Kinderunfall-Statistik der Jahre 2006 bis 2010 der Bundesanstalt für Straßenwesen werden nirgendwo sonst in Nordrhein-Westfalen mehr Kinder im Alter von bis zu 14 Jahren im Straßenverkehr verletzt oder getötet als in Münster. In Münster kamen im Jahr 2012 etwa 3,47 Unfälle auf 1000 Kinder, womit die Stadt Rang 38 von 241 belegt. Hierbei werden Kinder als Radfahrer wie auch als Fußgänger gleichermaßen in Verkehrsunfälle verwickelt. Die Gründe für die hohen Unfallzahlen unter Kindern seien unbekannt.
Die Polizei führt eine computergestützte Unfallsteckkarte. Nach dieser Karte wurden Radfahrer im Jahr 2008 an der Hammer Straße und vor den beiden Mensen an Aasee und Coesfelder Kreuz am häufigsten in polizeilich registrierte Unfälle verwickelt. Im Jahr 2012 zählten weiterhin unverändert die Weseler Straße, Hammer Straße sowie der Ring zu den Unfallschwerpunkten. Nach Analyse von Unfallforschern sind Kreuzungen und Straßeneinmündungen häufige Unfallschwerpunkte. Abbiegeunfälle und besonders das Linksabbiegen an Ampelkreuzungen sei ein Problem. Eine stadtweite Ordnungspartnerschaft zur Unfallprävention hat bislang ihr Ziel, die Unfallzahlen jährlich um 10 % zu senken, verfehlt. Es ist tatsächlich kein nennenswerter Rückgang der jährlichen Unfallzahlen zu verzeichnen. Die Direktion Verkehr der Polizei meint, dass die Minderung des Unfallrisikos nur mit flächendeckenden Überwachungsdruck auf die Verkehrsteilnehmer zu erreichen sei. Hierzu wurde unter anderem seit dem Frühjahr 2008 ein mit dem ProViDa-System ausgerüstetes Polizeifahrrad eingesetzt, jedoch Anfang 2010 wieder außer Dienst gestellt.
Im August 2012 wurde durch die Stadt und den ADFC beschlossen, zweimal jährlich die größten innerstädtischen Gefahrenstellen für Radfahrer in Augenschein zu nehmen, um die Verkehrssicherheit für Fahrradfahrer zu erhöhen.

#### Marodes und unfallträchtiges Radverkehrsnetz
Das heutige Radverkehrsnetz der Stadt Münster geht im Kern auf Radweg-Planungen der direkten Nachkriegsjahre zurück. Zuvor wurde der Radverkehr noch fast überall, auch an stärker Kfz-belasteten Hauptstraßen, auf denen damals allerdings auch nicht die heutige Höchstgeschwindigkeit von 50 km/h innerorts galt, auf der Fahrbahn geführt und in der Folge, bei zunehmender Motorisierung, als Hindernis für den Kraftverkehr wahrgenommen. So formulierte ein Gutachten aus dem Jahr 1946:

„Das Fahrrad erschwert die Abwicklung des Stadtverkehrs als das am meisten störende Verkehrselement. Es verträgt sich wegen seiner unterschiedlichen Geschwindigkeit nicht mit dem Kraftfahrzeug zusammen auf einer Fahrbahn und wird um so störender, je mehr es in Rudeln auftritt.“

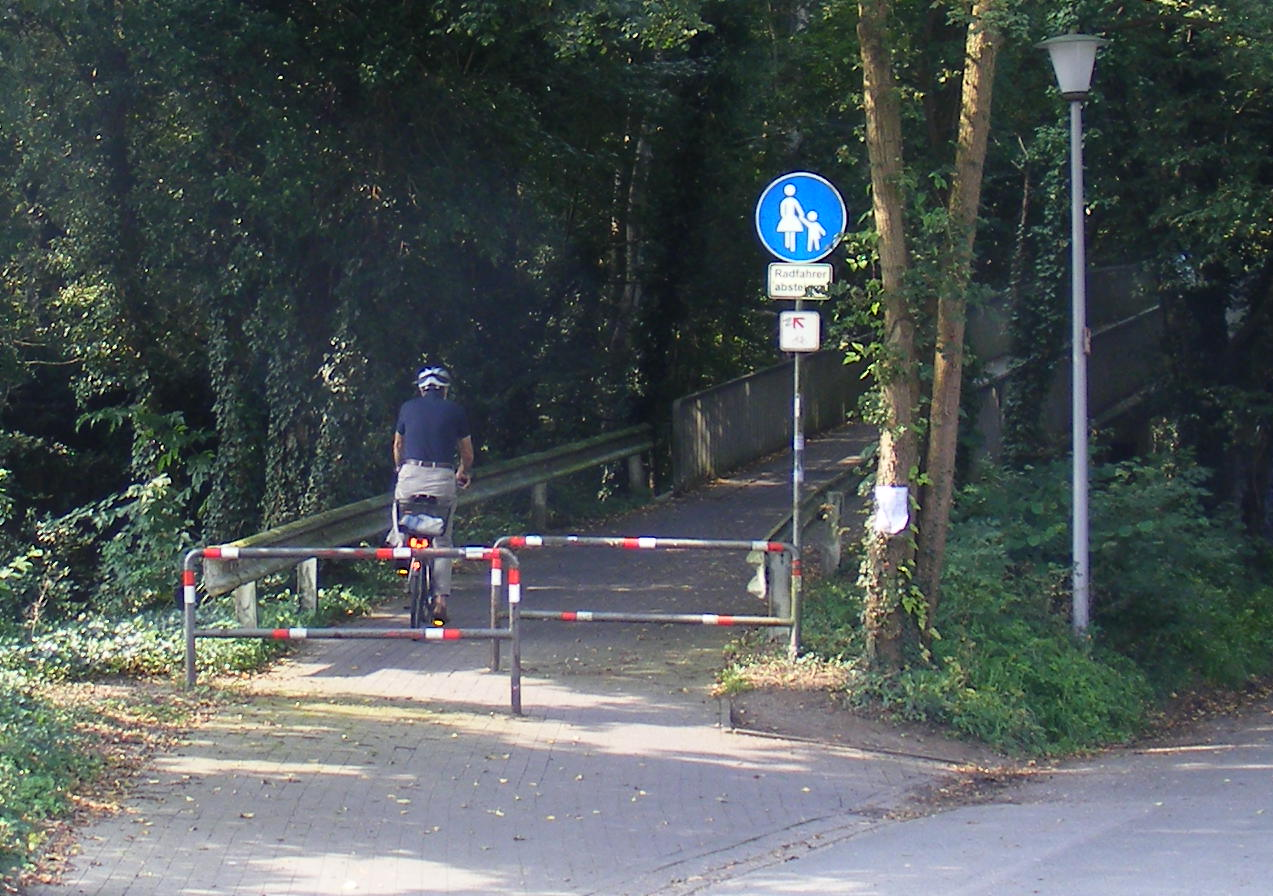
Münster hat auch einige vorbildliche Radverkehrsanlagen geschaffen, aber bei den Brücken über seine Schnellstraßen hält es zäh an Umlaufsperren und Schiebegebot fest.

Erste Priorität genoss demzufolge bei der Planung der Radwege nicht – wie vielfach angenommen – die Sicherheit der Radfahrer, sondern die Erleichterung des Fortkommens mit dem Pkw. Deswegen wurden Radwege in Münster zuerst dort angelegt, wo starker Radverkehr von der Fahrbahn verschwinden sollte.
In der Folge wurden Radverkehrsanlagen zumeist als Bordsteinradwege abseits der Fahrbahn im Seitenraum der Straße angelegt. Der Platz hierfür wurde häufig den Gehwegen abgenommen. Derartige Radverkehrsanlagen stehen inzwischen bei Fachleuten und Fahrradverbänden in erheblicher Kritik, da sie das Unfallrisiko sowohl für Radfahrer als auch für Fußgänger deutlich steigern. „Viele Probleme mit Radfahrern sind in Münster auch hausgemacht“, urteilt der ADFC Münster, so würden weniger Radfahrer als Geisterfahrer die falsche Straßenseite befahren, wenn sich die Radwege nicht unmittelbar neben den Bürgersteigen, sondern abgesenkt auf der Straße befinden würden.
Nur wenige Radverkehrsanlagen im Innenstadtbereich Münsters entsprechen gemäß den Vorgaben der Verwaltungsvorschrift zur Straßenverkehrs-Ordnung (VwV-StVO) und den Empfehlungen für Radverkehrsanlagen (ERA 2010) den Regelbreiten von 2,00 Metern, oft auch nicht der Mindestbreite von 1,60 Metern nach ERA (bei geringen Radfahrermengen, was in Münster nur an wenigen innerstädtischen Strecken zutrifft).
Anhand der Unfallsteckkarten der Polizei Münster lassen sich die Missstände nachvollziehen. Die Unfallsteckkarte für das Jahr 2011 weist deutliche Unfallhäufungslinien im Bereich stark frequentierter Radwege auf, etwa an der Wolbecker Straße, während die wenigen Hauptstraßen in Münster ohne Separierung des Radverkehrs weitgehend unauffällig sind, beispielsweise die Kanalstraße oder die Scharnhorststraße.
Dennoch hält die Straßenverkehrsbehörde bisher weitgehend an der Benutzungspflicht fest.

#### Promenade

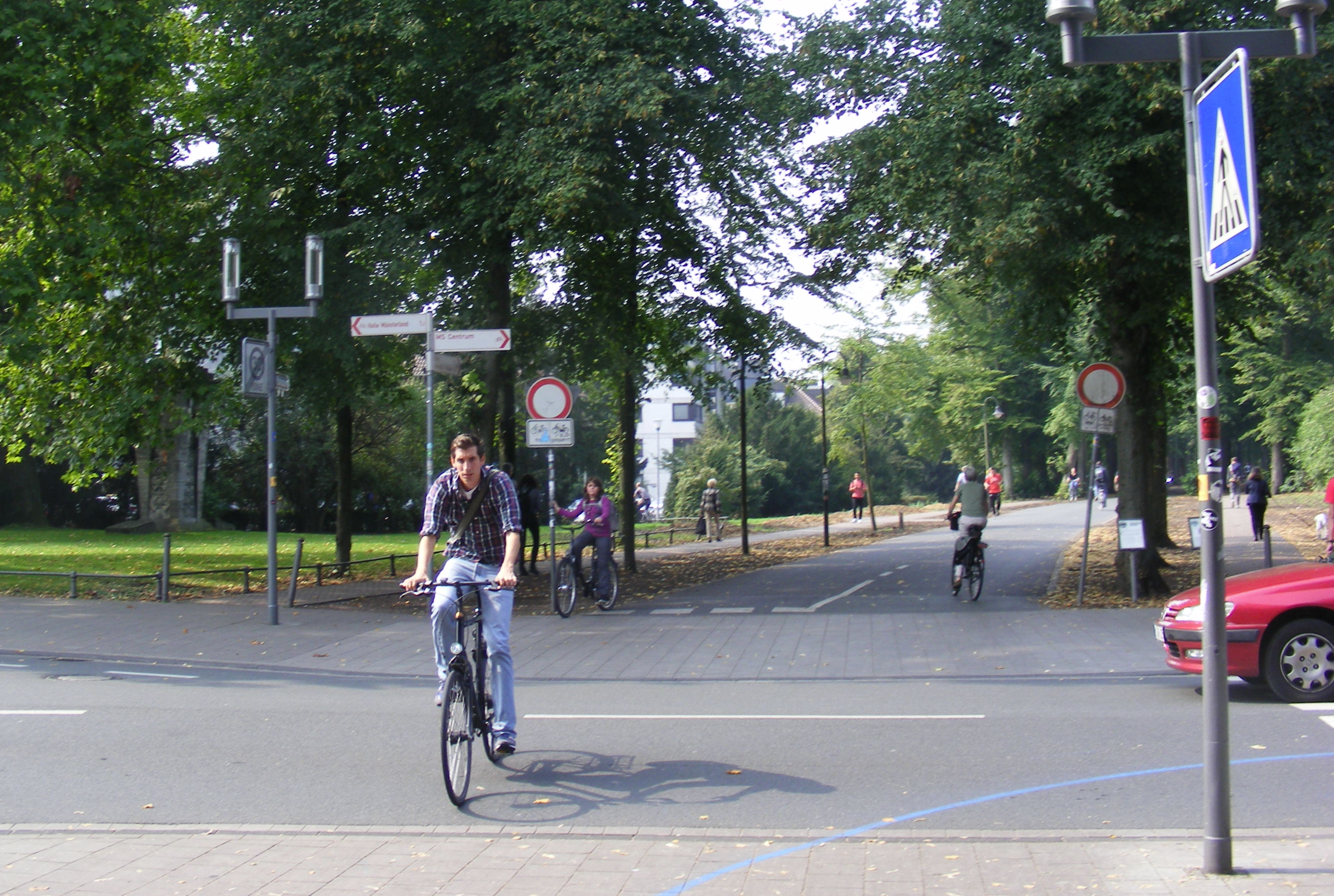
Als die Wallpromenade als Radweg mit beidseitigen Gehwegen eingerichtet wurde, gab es das Prinzip der Fahrradstraße noch nicht.

Die Promenade ist eine aus dem Befestigungsring hervorgegangene, die gesamte Innenstadt umgebende Ringstraße mit begleitendem Fußweg, die jedoch dem Fahrradverkehr vorbehalten ist. Hier kommt es jährlich zu über 50 Zusammenstößen von Radfahrern, bei denen die Unfallteilnehmer Verletzungen davontragen. Zu weiteren 30 bis 40 Unfällen kommt es an den Stellen, an denen die Promenade von Straßen gequert wird. Im Juli 2011 wurde vorgeschlagen, die Promenade mit einer durchgängigen Mittellinie zu versehen, zumindest aber eine mehrere Meter lange Linie im Kreuzungsbereich der Promenade mit den kreuzenden Straßen aufzutragen, um die Unfallgefahr sowohl für als auch durch abbiegende Radfahrer zu verringern. Dies wurde jedoch von der Stadt abgelehnt. An der einzigen Unterführung der Promenade zwischen Salz- und Mauritzstraße konnte mit 1750 Radfahrern pro Stunde eines der größten Verkehrsaufkommen der Promenade gezählt werden, weswegen im Januar 2012 Pläne vorgestellt wurden, den Radweg an dieser Stelle für rund 120.000 Euro von 3,65 m auf 5,00 m Breite auszubauen.

#### Kreisverkehr auf dem Ludgeriplatz

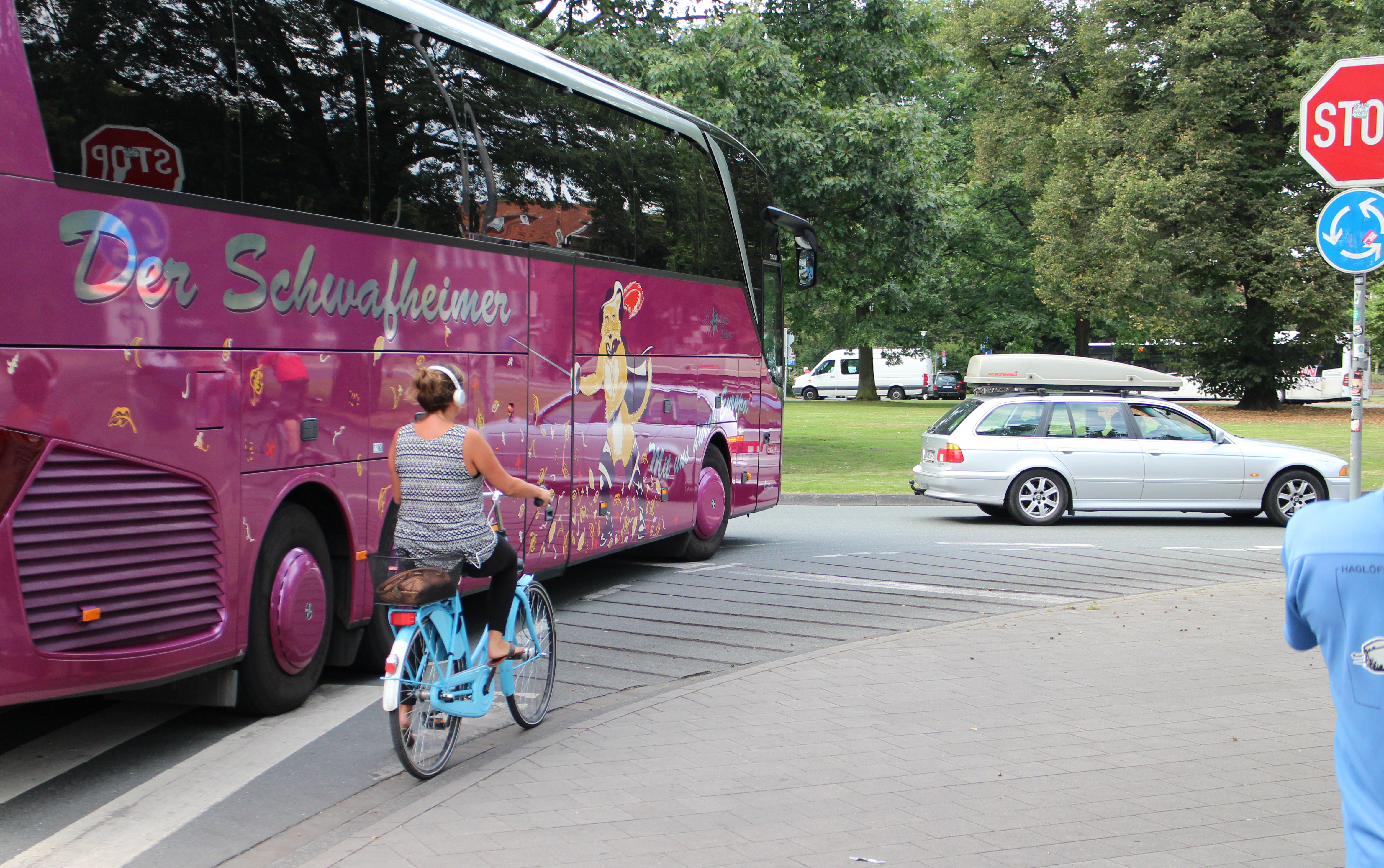
Kreisverkehr Ludgeriplatz an der Einmündung: Hier wurde der Tote Winkel für den Radverkehr durch Asphaltfräsungen markiert. So soll der Radverkehr vor einem Befahren des gefährlichen Bereichs gewarnt werden.

Der große, zweistreifige Kreisverkehr auf dem Ludgeriplatz ist ein Gefahrenpunkt, nicht nur für Radfahrer, wo jährlich bis zu 100 Unfälle zu teilweise schweren oder tödlichen Verletzungen führen. Bis April 2004 gab es an dieser Stelle drei Unfälle mit Todesfolge im Zusammenhang mit Radfahrern. Die Stadt versuchte bis 2005 diese Situation zu entschärfen. Dazu wurden die Außenseiten im Bereich der Zufahrtsstraßen des Kreisverkehrs, die nicht befahren werden dürfen, zwischen Hammer Straße, Hafenstraße und Schorlemerstraße mit kleinen Betonschwellen abgesperrt, da dort Radfahrer häufig von Autofahrern übersehen wurden und es bereits mehrmals zu Unfällen mit langen Fahrzeugen wie Lkw und Bussen gekommen war. Wegen der Absperrungen waren die Radfahrer gezwungen, auf der Fahrbahn und damit zwischen den Autos zu bleiben. Jedoch wurden die Absperrungen immer wieder vandaliert und von vielen Radfahrern nicht akzeptiert. Weiterhin kam es dadurch zu anderen gefährlichen Situationen, bei denen die Radfahrer durch große Fahrzeuge in die Betonsperren gedrückt werden konnten und keine Ausweichmöglichkeit für diesen Notfall bestand. Der Versuch, dieses System zu etablieren, wurde daraufhin im Frühjahr 2005 aufgegeben und die Betonsperren wieder abgebaut.
Stattdessen wurde die Anfahrt zum Kreisverkehr hin verändert und ein Schutzstreifen eingerichtet. Die Fahrstreifen sind nun so breit, dass Autos und Radfahrer gleichzeitig den Kreisverkehr anfahren können, im Falle eines großen Fahrzeugs die Anfahrt jedoch hintereinander erfolgen muss, da die Fahrzeugbreite bei Lkw und Bussen die Mitbenutzung des Schutzstreifens erfordert. So soll die Gefährdung im Toten Winkel der Autofahrer vermieden werden. Allerdings benutzen auch Pkw-Fahrer oftmals verbotswidrig den Schutzstreifen mit, so dass Radfahrer dann nicht an stehenden Pkw vorbeifahren können. Außerdem warnen auch Schilder vor dem Toten Winkel und sollen die Radfahrer ermahnen, schon bei der Anfahrt hinter Lkw zu bleiben.

### Radfahrverbot
Seit dem Frühjahr 2012 droht Verkehrsteilnehmern in Münster ein Radfahrverbot, wenn sie mehrfach mit Alkohol oder anderen Drogen im Blut erwischt werden. Diese Maßnahme des Münsteraner Ordnungsamtes ist bundesweit einzigartig. Dennoch gilt das Radfahrverbot bundesweit. Bei der ersten Missachtung dieses Verbots droht ein Zwangsgeld in Höhe von 500 Euro. Bei jedem weiteren Verstoß verdoppelt sich dieser Betrag. Die Höhe des Bußgelds kann bis zu 100.000 Euro betragen. Das Verbot wird erst aufgehoben, wenn der Beschuldigte nachweist, dass er nicht mehr alkoholisiert mit dem Fahrrad fährt. Hierzu ist ein medizinisch-psychologisches Gutachten erforderlich, das den Verzicht auf den Konsum von Alkohol oder die Erkenntnis, nach Alkoholgenuss nicht mit dem Fahrrad fahren zu dürfen, nachweist. Die Zielgruppe, die mit dem Verbot getroffen werden soll, sind nach Auskunft des Ordnungsamtes Wiederholungstäter, die mehrfach im Straßenverkehr alkoholisiert auffällig wurden.
Die Ordnungsverfügung ist seit dem 27. April 2012 bestandskräftig. Verstöße werden dem Verkehrszentralregister in Flensburg gemeldet.
Vergleichbar mit dem Radfahrverbot, entzieht die Stadt Münster bereits seit 2010 aggressiven Gewalttätern den Führerschein, damit diese ihr Kraftfahrzeug nicht als Waffe im Straßenverkehr einsetzen können. Im Jahr 2011 wurden mit dieser Begründung 165 Verfahren zum Führerscheinentzug eingeleitet, von denen 25 mit dem Verlust der Fahrerlaubnis endeten.
Bei der Einführung des Radfahrverbots wurde seitens des Ordnungsamts mit ein paar Dutzend Fällen jährlich gerechnet. Das Verbot wurde Anfang März 2012 erstmals bei einem Radfahrer angewandt. Mehr als 30 Münsteraner Radfahrern drohte Ende März 2012 ein solches Fahrverbot. Bis Mitte August 2012 verloren elf Münsteraner die Erlaubnis zum Fahrradfahren. Ende Dezember 2012 wurde erstmals das Zwangsgeld in Höhe von 500 Euro für Radfahren trotz Radfahrverbots verhängt.
Der Münsteraner Polizeipräsident Hubert Wimber forderte im Juli 2012, die Promillegrenze zur Fahruntüchtigkeit bei Radfahrern von 1,6 auf 1,1 Promille herabzusetzen und damit der Grenze der für Autofahrer anzugleichen. 2011 schlug er die Kennzeichnungspflicht für Radfahrer vor, damit „Geisterfahrer, Rotlichtsünder und Unfallflüchtige“ auch nachträglich ermittelt werden können, obwohl auch bei gekennzeichneten Kraftfahrzeugen, beispielsweise PKW, trotz bekanntem Nummernschild der Fahrer häufig nicht ermittelt werden kann. Im Juli 2012 sprach er sich gegen eine solche Kennzeichnungspflicht aus, da seiner Aussage nach der Bürokratieaufwand hierfür zu groß wäre.
Eine höhere Promillegrenze für Radfahrer als für Autofahrer sei laut der Münsteraner Polizei als „mehrere Jahrzehnte alte Regelung längst überholt“.

### Ordnungspartnerschaft Verkehrsunfallprävention
Ende 2007 wurde die Initiative „Sicher durch Münster“ als Ordnungspartnerschaft der Straßenverkehrsbehörde, der Polizei, der lokalen Gruppen von ADAC, ADFC und VCD sowie weiterer Partner wie Versicherungsgesellschaften und Lokalpresse ins Leben gerufen. Ziel ist es, die Zahl der Verkehrsunfälle jährlich um zehn Prozent zu senken. Nachdem die Verletzungen im Jahr 2010 erstmals entsprechend zurückgegangen waren, wurde das Projekt im November 2011 in Düsseldorf mit dem Landespreis für Innere Sicherheit vom Ministerium für Inneres und Kommunales des Landes Nordrhein-Westfalen ausgezeichnet. Bereits im Folgejahr überstieg die Zahl der Verletzten wieder die Marke von 2009. Die kurzfristige Verbesserung der Situation lässt sich vermutlich auf die starken Wintereinbrüche im Jahr 2010 zurückführen, in denen der Winterdienst zeitweise zusammenbrach und dementsprechend der Radverkehr beinahe zum Erliegen kam. Anfang 2012 wurde das Konzept der Ordnungspartnerschaft Verkehrsunfallprävention zur Verhängung bundesweiter Radfahrverbote in Münster eingeführt. Ihm wurde in der Anfangsphase eine große mediale Aufmerksamkeit zuteil, der Leiter des Münsteraner Ordnungsamtes stellte im weiteren Verlauf das Konzept im niedersächsischen Innenministerium vor, schließlich bekundete der Kreis Recklinghausen Anfang 2013 seinerseits Interesse an der Übernahme dieses Konzepts.

## Infrastruktur

### Fahrradschleuse
Damit Radfahrer eine Kreuzung zügig und sicher passieren können, wurden an vielen Stellen in Münster sogenannte Radfahrschleusen eingerichtet. Es handelt sich um Extra-Haltepunkte für Radfahrer an Ampeln, entweder an einer eigenen Haltlinie direkt vor den Autos oder auch auf einer gesonderten Radfahrstreifen neben oder zwischen den wartenden Autofahrern:

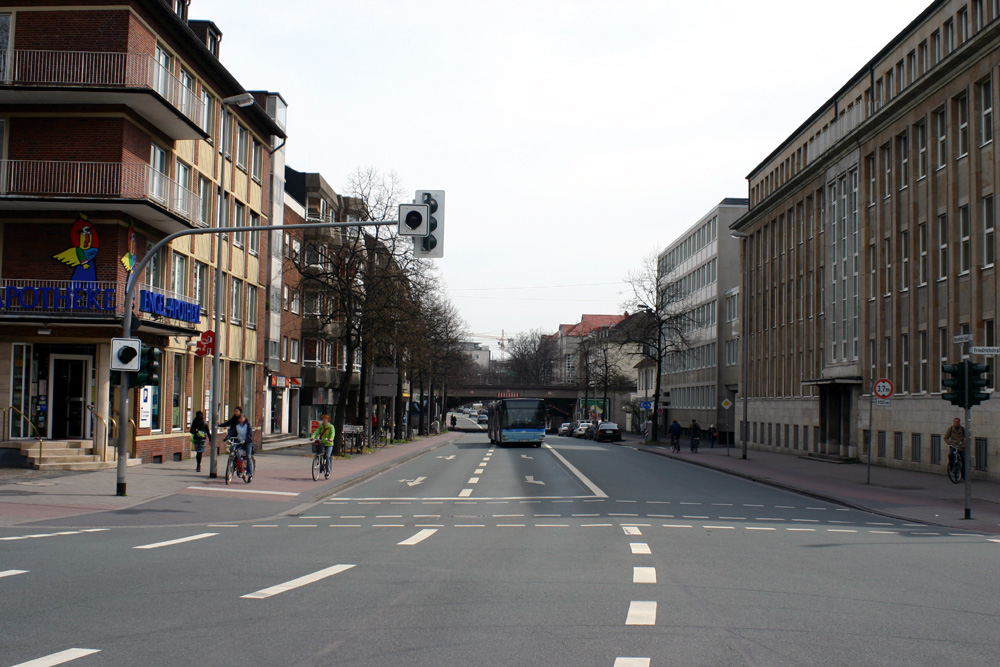
Radfahrer fahren auf das Ende des Radweges zu
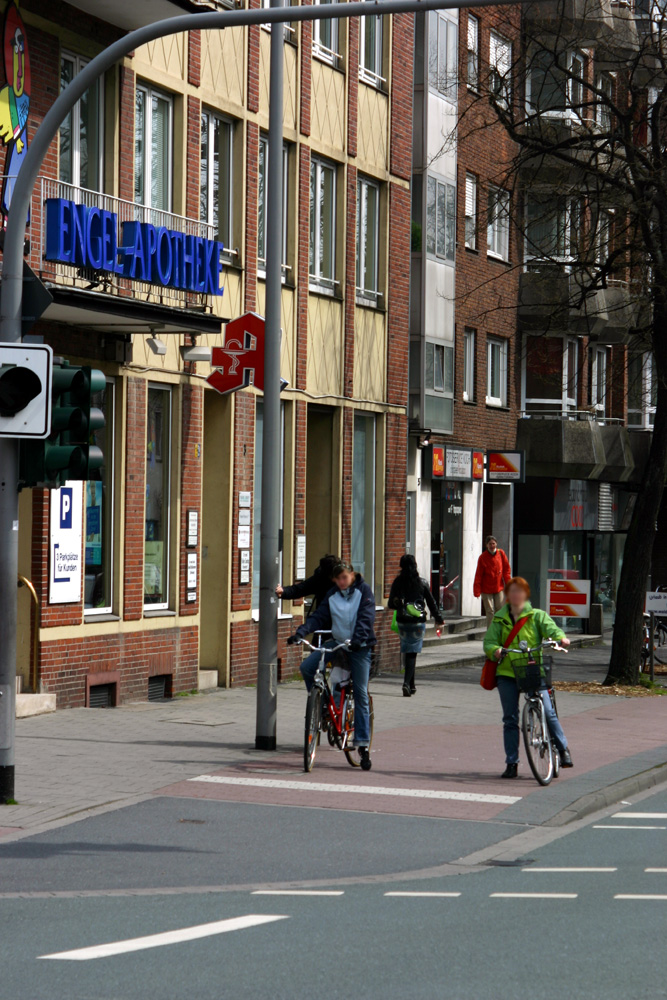
Halt an der roten Radfahrerampel
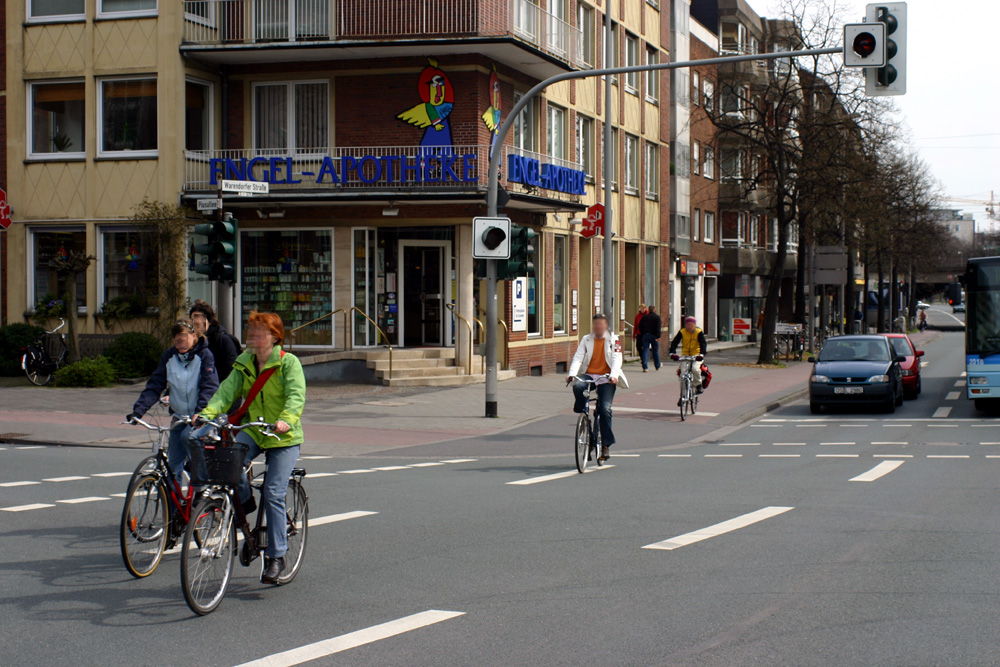
Einfahren in die Kreuzung bei roter Autoampel
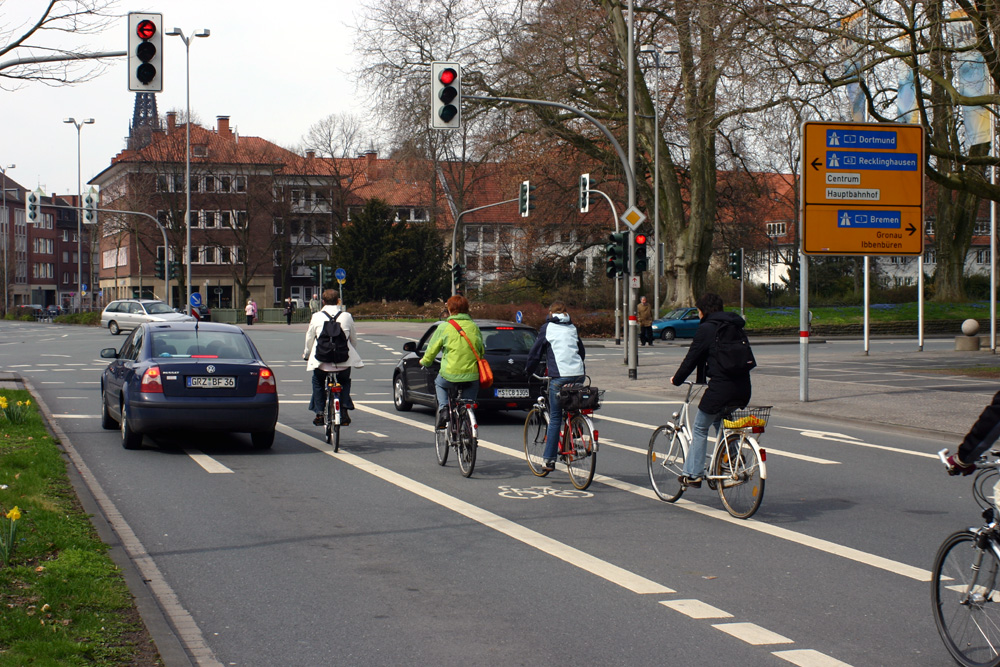
Spezielle Linksabbiegerstreifen für Radfahrer
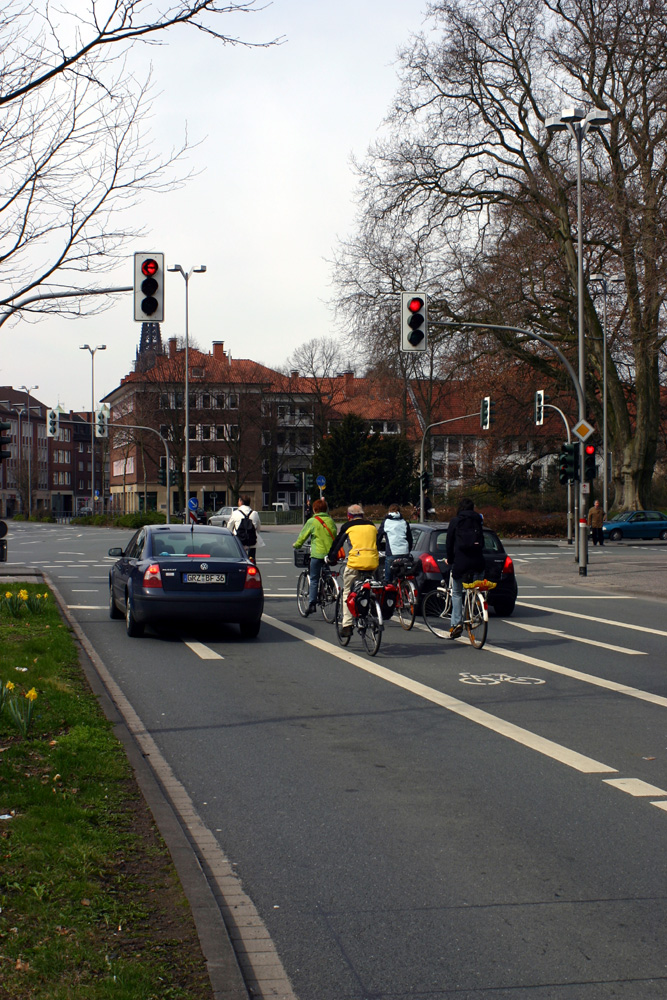
Radfahrer stehen sonderberechtigt zwischen Autos
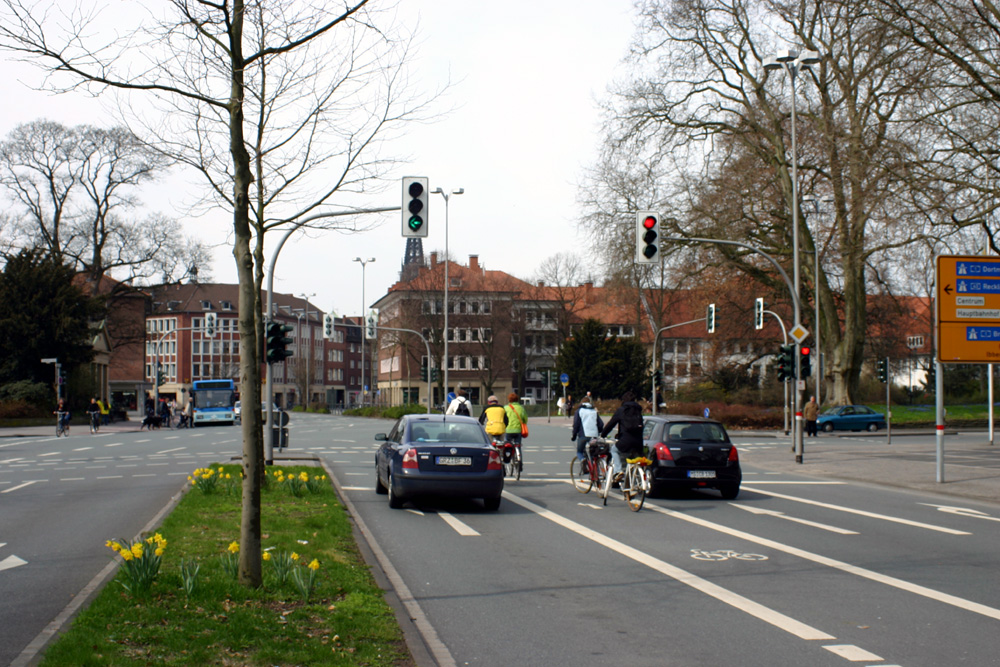
Linksabbieger dürfen fahren
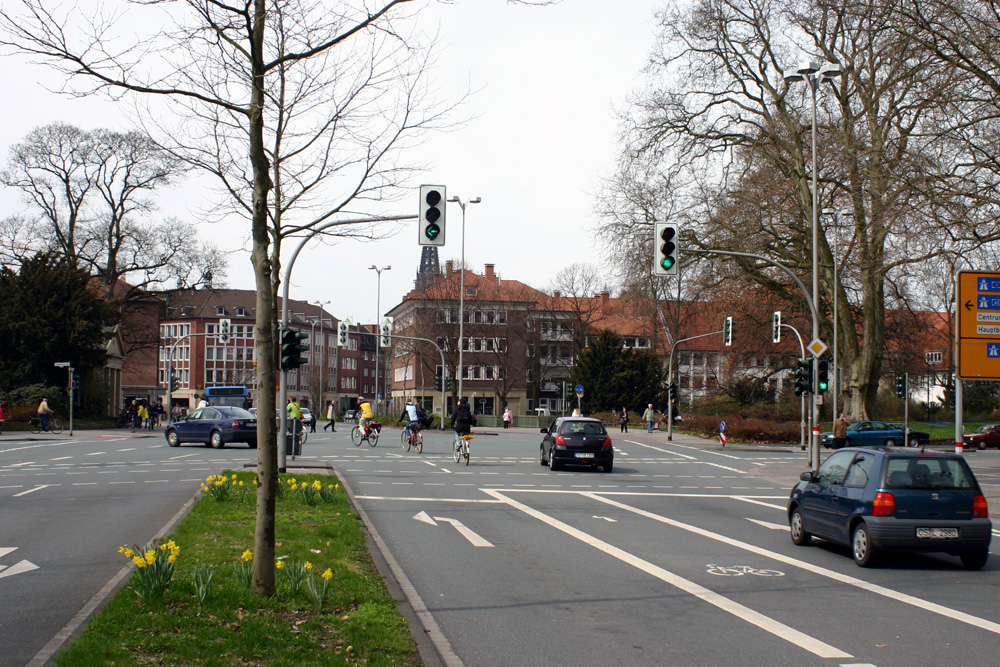
Auto- und Radfahrer biegen nebeneinander ab

### Stellplätze für Räder

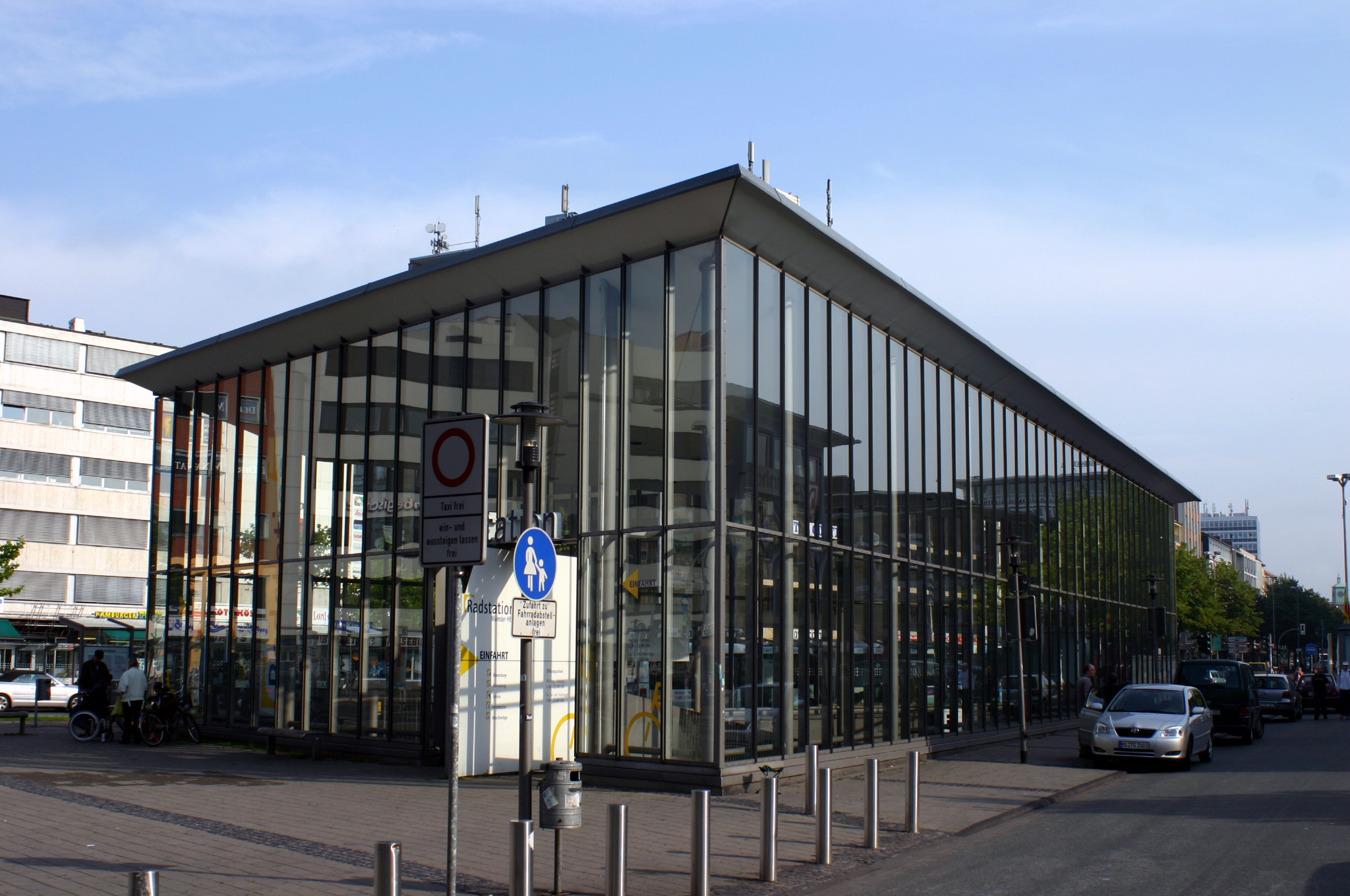
Die Radstation am Hauptbahnhof

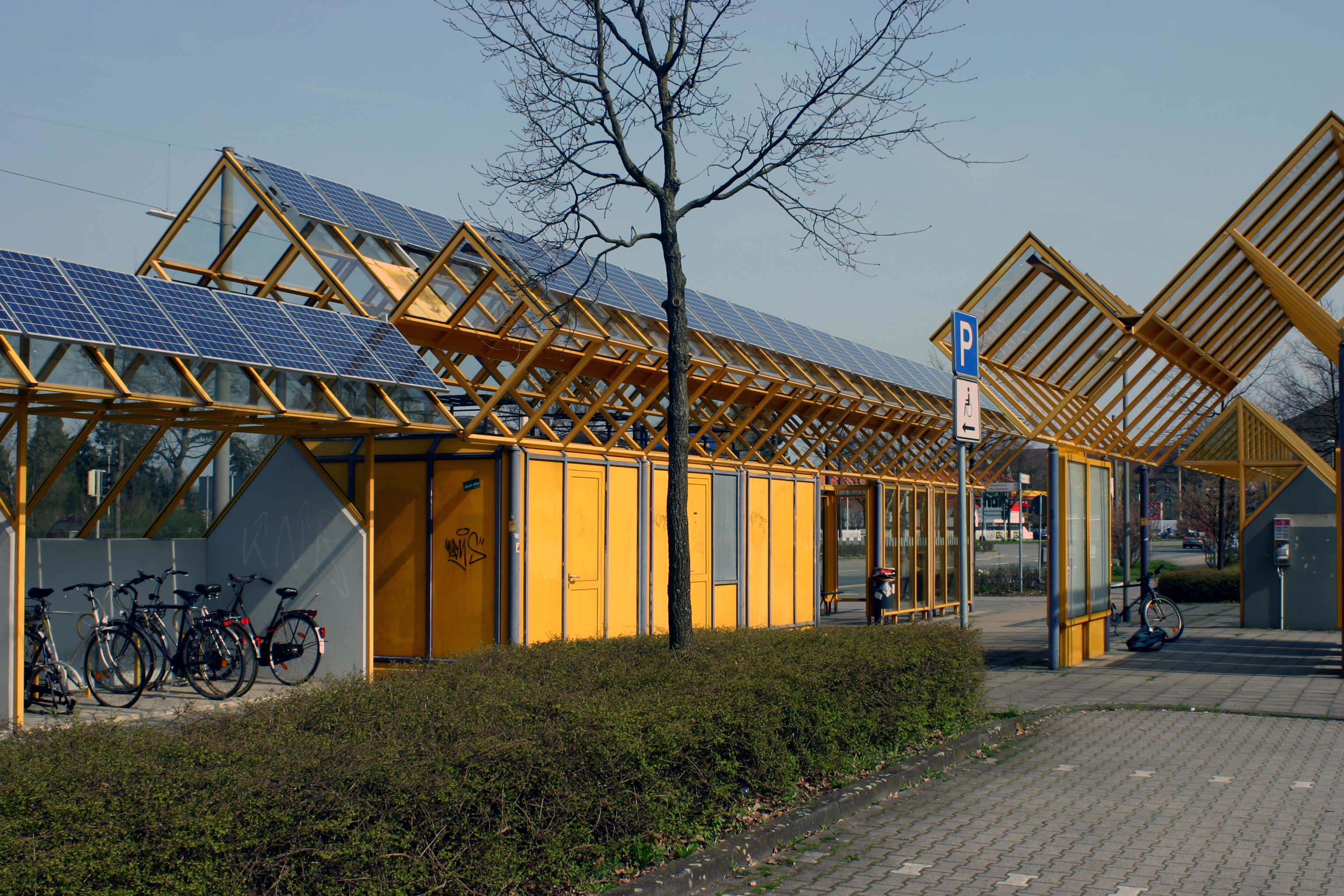
Mobilstation an der Weseler Straße: Unterstellen und Einschließen von Fahrrädern für Pendler am P+R-Platz

Eine Straßen- und Anlagenordnung besagt, dass Fahrräder in Münster u. a. an Schilderpfählen, Lampenmasten, Absperrgittern und Buswartehallen nicht angeschlossen werden dürfen. In der Praxis erfolgt allerdings keine Durchsetzung dieser Verordnung.
Münster beherbergt mit der Radstation Münster das größte Fahrradparkhaus Deutschlands. Sie befindet sich direkt vor dem Hauptbahnhof. Während des Baus skeptisch von den Bewohnern der Stadt beäugt, wurde die Radstation schnell zum Erfolg: Die 3300 Stellplätze sind bei gutem Wetter ausgebucht, circa 2700 Kunden besitzen eine Dauerkarte. Nötig wurde die Anlage, da auf dem Bahnhofsvorplatz regelmäßig sämtliche Wege von abgestellten Fahrrädern blockiert wurden, so dass Fußgänger auf die Straße ausweichen mussten und Radfahrer, die ihr dort abgestelltes Fahrrad zurückhaben wollten, nicht zu ihrer Leeze kamen. Den Radfahrern standen zum Ende des Jahres 2004 im Stadtgebiet insgesamt 11.857 Stellplätze für ihre Räder zur Verfügung, darunter die schon genannten 3300 Plätze in der Fahrradstation, 8000 Fahrradständer sowie 557 Plätze an Umsteigemöglichkeiten, zum Beispiel Park+Ride-Stationen.
Nach Fertigstellung der Radstation war es untersagt, Fahrräder auf dem Vorplatz des Bahnhofs abzustellen. Zu dieser Zeit wurden Ruhebänke auf dem leerstehenden Platz aufgestellt. Wenige Jahre später hatte sich der Wildwuchs geparkter Fahrräder zu beiden Seiten des münsterschen Hauptbahnhofs erneut ausgebreitet, so dass er manchmal Zugänge versperrt und nur bedingt durch die Radstation eingedämmt werden konnte. Ein Teil dieser den Hauptbahnhof „zierenden“ Räder ist zudem herrenlos und muss regelmäßig vom Ordnungsamt der Stadt entfernt werden. Dazu werden u. a. Ein-Euro-Jobber eingesetzt. Ende 2005 wurde der Bereich hinter dem Hauptbahnhof neu gestaltet und mit 790 neuen Fahrradstellplätzen ausgestattet, so dass in diesem Bereich nur noch wenige Fahrräder wild abgestellt werden. Aber auch an anderen Stellen im Stadtgebiet sorgen die abgestellten Räder für Behinderungen. Besonders betroffen davon sind beispielsweise Einrichtungen der münsterschen Universität oder die Rothenburg südlich des Prinzipalmarktes, wo 2007 innerhalb des Einkaufszentrums Münster-Arkaden ein Fahrradparkhaus eröffnet wurde. Auch im neuen innerstädtischen Viertel, im ehemaligen Parkhaus Stubengasse, gibt es mittlerweile ein weiteres Parkhaus für 360 Fahrräder.

### Radfernwege
In Münster treffen verschiedene Radfernwege zusammen:
- Über die Dortmund-Ems-Kanal-Route ist das Ruhrgebiet auch mit dem Fahrrad angenehm zu erreichen.
- Die Friedensroute führt zur nördlichen Nachbarstadt Osnabrück.
- Für Touristen ist die bundesweit bekannte 100-Schlösser-Route besonders interessant. Weitere auch europaweite Radfernwege führen durch das Stadtgebiet:
- Die Deutsche Fußballroute NRW ist eine 850 km lange Erlebnis-Radroute zum Thema Fußball in Nordrhein-Westfalen. Preußen Münster war 1963/64 Mitglied der neu gegründeten  Fußball-Bundesliga in deren erster Saison, stieg aber nach einem Jahr ab in die Regionalliga West.
- Die Pilgerroute (D7), Teil der D-Netz-Routen, führt über ca. 1065 Kilometer als Radfernweg von Flensburg nach Aachen. Sie ist der deutsche Abschnitt der EuroVelo Pilgerroute (EV3).
- Die Europaroute (D3) führt über 960 km von den Niederlanden quer durch Deutschland nach Polen. Der Abschnitt ist Teil des ca. 3600 km langen Europäischen Fernradwegs R1 von der französischen Kanalküste bis nach Sankt Petersburg in Russland.

Darüber hinaus streift auch der EmsAuenWeg das Münsteraner Stadtgebiet. Dieser lässt sich mit dem Werse Rad Weg zu einem Rundweg durch das östliche Münsterland verbinden.

### Öffentlicher Nahverkehr
Viele Radfahrer steigen bei schlechtem Wetter auf den Öffentlichen Nahverkehr oder den eigenen Pkw um. Da in Münster im ÖPNV ausschließlich Busse zum Einsatz kommen, sind diese dann oftmals überfüllt und der Masse an Fahrgästen nicht gewachsen. Wetterunabhängig fühlen sich andererseits Radfahrer teilweise von den Linienbussen bedrängt.
Am 27. November 2011 ging Münsters erstes Velotaxi, eine dreirädrige Rikscha mit Platz für zwei Fahrgäste, auf seine Jungfernfahrt. Mit dem zuschaltbaren Elektromotor kann es eine Höchstgeschwindigkeit von 20 km/h erreichen.

## Wirkungen
Beim ADAC-Monitor Mobil in Städten 2021, einer Befragung in 29 ausgewählten Städten von etwa 170.000 bis 366.000 Einwohnern (also ohne die größten deutschen Städte) schneidet Münster am besten ab. Sowohl beim Radverkehr als auch beim Fußverkehr wird jeweils der höchste Wert in Münster erreicht (47 bzw. sogar 52, Zufriedenheitsindex in Prozentpunkten von −100 bis +100). Obwohl die Zufriedenheit beim ÖPNV wie beim Autoverkehr deutlich geringer sind, wird damit das mit 35 insgesamt beste Ergebnis erreicht.

## Besonderheiten
Nicht nur die Polizei sowie das Ordnungsamt setzen auf Fahrräder, sondern seit der Skatenight am 17. August 2012 sind auch zwei Sanitäter der Johanniter-Unfall-Hilfe auf Fahrrädern unterwegs, um bei „mobilen Veranstaltungen“ wie dem Münster-Marathon, der Skatenight oder Reitturnieren schnell Erste Hilfe leisten zu können, bis ein Notarzt am Unfallort eintrifft.

## Kritik
Der ADFC Münster begleitet geplante und umgesetzte Maßnahmen. Kritisiert werden u. a. unzureichender Winterdienst auch auf der Promenade als der Hauptstraße des Radverkehrs in Münster und Vorfahrtsregelungen, die den Radverkehr wartepflichtig gegenüber dem Kfz-Verkehr machen. Der Blog fahrradstadt.ms überprüft den Bestand, die Pläne und einzelne ausgeführte Maßnahmen mit Bezug zum Radverkehr im Stadtgebiet, so beispielsweise im Jahr 2021 die verschiedenen Fahrradstraßen.

## Trivia
Bei den in Münster spielenden Fernsehserien Wilsberg und im Tatort Münster sind Fahrräder  häufiger im Einsatz als bei den meisten entsprechenden anderen Serien oder bei Tatorten an anderen Schauplätzen.